# Normannia.info
Pour les articles homonymes, voir Normannia (homonymie).
Normannia.info est une ancienne bibliothèque numérique normande. Depuis 2016, elle a permis notamment de consulter plusieurs anciens titres de presse diffusés en Normandie ainsi que des photographies de la Grande Guerre.
Depuis le 1er janvier 2024, la base est inaccessible. Le fonds documentaire est à rechercher au moyen de Gallica.

## Contenu
La bibliothèque numérique normande mise en place par Centre régional des lettres de Basse-Normandie couvrit les périodes 1914 et 1919-1944 pour les éditions Calvados, Manche, Orne, Sarthe et Mayenne du quotidien L'Ouest-Éclair.
- Le quotidien Cherbourg-Éclair
- Le Lexovien
- Le Journal de La Ferté-Macé